# Crisi convulsiva tonicoclònica
Una crisi convulsiva tonicoclònica, o senzillament una convulsió tonicoclònica, és un tipus de convulsió generalitzada, que produeix espasmes amb augment del to muscular i després amb contraccions musculars clòniques. Les convulsions tonicoclòniques són el tipus de convulsió més comunament associada amb l'epilèpsia generalitzada i alguns trastorns metabòlics. Es dona en aproximadament el 10% de les persones amb epilèpsia. Les persones amb epilèpsia que pateixen aquests tipus d'atacs (una crisi epilèptica tonicoclònica i abans coneguda com a crisi de gran mal) es diu que pateixen una epilèpsia generalitzada tonicoclònica o una epilèpsia major.
Aquestes convulsions solen iniciar-se bruscament amb un inici focal o generalitzat, la primera es coneix com a convulsió focal a bilateral tonicoclònica. La convulsió en si inclou tònic (sostinguts) i després contraccions clòniques (curtes repetitives). En algunes convulsions, la fase tònica pot anar precedida de sacsejades musculars breus i arrítmiques (mioclònies), d'una fase clònica o d'una crisi d'absència. Després de la crisi epilèptica tonicoclònica, hi ha un període d'estat postictal on la persona no respon i normalment està com adormida amb roncs forts. Normalment hi ha una confusió pronunciada en despertar-se.